# Vlaamse Volksbeweging
Il Vlaamse Volksbeweging (VVB; tradotto dall'olandese: Movimento Popolare Fiammingo) è un'associazione nazionalista fiamminga indipendente dai partiti politici. Dal 1991, ha condotto una campagna per l'indipendenza delle Fiandre e appartiene di fatto al movimento nazionalista fiammingo all'interno del Movimento fiammingo. Il VVB ha buone relazioni con la maggior parte dei partiti politici fiamminghi ed è la forza trainante dell'Overlegcentrum van Vlaamse Verenigingen (Centro di coordinamento delle associazioni fiamminghe). I suoi membri provengono da tutte le tendenze politiche. Mantiene relazioni strette e personali con il TAK.

## Storia
Il VVB è stato fondato nel 1956 come gruppo di pressione indipendente e pluralista sotto la presidenza di Maurits Coppieters. In un congresso VVB del 1962, Wilfried Martens lanciò l'idea del federalismo sindacale in un Belgio ancora unitario.
Il VVB conta circa 5000 membri e costituisce una delle più grandi associazioni socio-culturali nelle Fiandre. Ha più di 100 sezioni locali, gruppi di lavoro specifici e pubblica il periodico Grondvest.
Sotto la guida del Presidente Bart De Valck, del Vice Presidente Bernard Daelemans, del Segretario Pieter Vandermoere e del Segretario politico Willy De Waele, il VVB continua una campagna per l'indipendenza delle Fiandre e contro il "deficit democratico belga" e contro la discriminazione ancora esistente contro i fiamminghi all'interno delle istituzioni belghe a Bruxelles. Il VVB è membro fondatore dell'EPI (European Partnership for Independence) e dell'ICEC (International Commission of European Citizens).

## Presidenti
| Periodo     | Nome               |
| ----------- | ------------------ |
| 1957 - 1963 | Maurits Coppieters |
| 1963 - 1980 | Paul Daels         |
| 1981 - 1989 | Jaak Van Waeg      |
| 1989 - 1998 | Peter De Roover    |
| 1998 - 2000 | Ivan Mertens       |
| 2000 - 2004 | Guido Moons        |
| 2004 - 2007 | Rita De Bont       |
| 2007 - 2009 | Eric Defoort       |
| 2010 - 2013 | Guido Moons        |
| 2013 -      | Bart De Valck      |